# Spaniocelyphus prostatus
Spaniocelyphus prostatus är en tvåvingeart som beskrevs av Joann M. Tenorio 1972. Spaniocelyphus prostatus ingår i släktet Spaniocelyphus och familjen Celyphidae. Inga underarter finns listade i Catalogue of Life.